# Рудольф Вульф
Рудольф Вульф (нім. Rudolf Wulf; 12 грудня 1905, Ельмсгорн — 14 листопада 1972, Брайтбрунн) — німецький воєначальник, генерал-майор вермахту. Кавалер Лицарського хреста Залізного хреста з дубовим листям.

## Біографія
1 квітня 1924 року вступив в 6-й піхотний полк. З 1934 року — командир роти 23-го піхотного полку. З 1 вересня 1937 року — інспектор військового училища в Мюнхені. При мобілізації в серпні 1939 року призначений ордонанс-офіцером штабу 46-ї піхотної дивізії. Учасник Польської кампанії. З 1 травня 1940 року — інспектор піхотного училища в Деберіці. З 1 травня 1941 року — командир 3-го батальйону 89-го піхотного полку. Учасник Німецько-радянської війни. 17 жовтня 1942 року у боях під Дем'янськом прийняв командування 422-м піхотним полком. В жовтні 1944 року важко поранений. З 1 березня 1945 року — командир 319-ї піхотної дивізії і комендант Джерсі. В квітні 1945 року взятий в полон британськими військами. Влітку 1948 року звільнений.

## Звання
- Фанен-юнкер (1 квітня 1924)
- Оберфенріх (1924)
- Лейтенант (1 березня 1928)
- Оберлейтенант (1 жовтня 1931)
- Гауптман (1 вересня 1935)
- Майор (1 грудня 1940)
- Оберстлейтенант (31 жовтня 1942)
- Оберст (1 травня 1943)
- Генерал-майор (1 березня 1945)

## Нагороди
- Медаль «За вислугу років у Вермахті» 4-го і 3-го класу (12 років; 2 жовтня 1936) — отримав 2 медалі одночасно.
- Залізний хрест
  - 2-го класу (6 жовтня 1939)
  - 1-го класу (27 червня 1941)
- Нагрудний знак «За поранення» в чорному (10 листопада 1941)
- Штурмовий піхотний знак в сріблі (26 березня 1942)
- Медаль «За зимову кампанію на Сході 1941/42» (7 серпня 1942)
- Лицарський хрест Залізного хреста з дубовим листям
  - лицарський хрест (13 листопада 1942)
  - дубове листя (№556; 19 серпня 1944)
- Почесна застібка на орденську стрічку для Сухопутних військ (25 травня 1944)